# Jean-Baptiste Josseau
François Jean-Baptiste Josseau est un avocat, homme politique et écrivain français né le 21 janvier 1817 à Mortcerf (Seine-et-Marne) et mort le 13 juin 1898 en son domicile dans le 8e arrondissement de Paris.

## Biographie
Reçu avocat en 1838, il se spécialise sur les questions agricoles et de crédit. Il est chargé, en 1850, de rédiger un projet de loi sur le crédit foncier, qu'il défend en tant que commissaire du gouvernement ; il publie un traité sur le crédit foncier. Il est député de Seine-et-Marne de 1857 à 1870, siégeant d'abord dans la majorité soutenant le Second Empire, avant de s'en éloigner. Il est l'un des signataires de l'adresse des 116. Il prend l'initiative de regrouper le centre droit, en novembre 1869, afin de demander l'établissement d'un régime parlementaire complet. Cette initiative aboutit à la formation du gouvernement d’Émile Ollivier.
Il est président de la Société d'horticulture de Coulommiers.

## Distinctions
- Commandeur de la Légion d'honneur (1869).

## Œuvres
- Jean-Baptiste Josseau, Traité du crédit foncier, ou Explication théorique et pratique de la législation relative au crédit foncier en France : avec le texte, des décrets, loi, rapports, ... suivi d'un exposé de l'organisation des institutions de crédit foncier dans les divers états de l'Europe, 1853, 551 p. (lire en ligne)
- Jean-Baptiste Josseau, Jean-Baptiste Dumas, H. de Chonski et Delaroy, Des institutions de crédit foncier et agricole dans les divers États de l'Europe, 1851
- Le Crédit foncier de France; son histoire, ses opérations, son avenir, 1860
- Enquête agricole, 1867
- Privilèges du crédit foncier de France; leur étendue depuis la fin de son monopole. Obligations foncières ou lettres de gage, leur caractère hypothécaire, 1880

## Sources
- « Jean-Baptiste Josseau », dans Adolphe Robert et Gaston Cougny, Dictionnaire des parlementaires français, Edgar Bourloton, 1889-1891 [détail de l’édition]